# Galina Kulakova
Galina Kulakova (en rus: Гали́на Алексе́евна Кулако́ва) (Logachi, Unió Soviètica 1942) és una esquiadora de fons russa, ja retirada, que destacà entre les dècades del 1960 i dècada del 1970.

## Biografia
Va néixer el 29 d'abril de 1942 a la població de Logachi, situada a la república d'Udmúrtia, que en aquells moments formava part de la Unió Soviètica i avui en dia forma part de la Federació Russa.
Al llarg de la seva carrea ha estat guardonada amb l'Orde de Lenin i l'Orde Olímpic.

## Carrera esportiva
Especialista en distàncies curtes, al llarg de la seva carrera ha aconseguit guanyar vuit medalles olímpiques. El 1968 participà en els Jocs Olímpics d'hivern realitzats a Grenoble (França), on aconseguí guanyar la medalla de plata en la prova de 5 km i la medalla de bronze en la prova de relleus 3x5 km, a més de finalitzar sisena en els 10 quilòmetres femenins. En els Jocs Olímpics d'Hivern de 1972 realitzats a Sapporo (Japó) aconseguí guanyar la medalla d'or en les tres proves que disputà: els 5, 10 i els relleus 3x5 quilòmetres. El 1976 participà en els Jocs Olímpics d'hivern realitzats a Innsbruck (Àustria), on aconseguí guanyar la medalla d'or en la prova de relleus 4x5 quilòmetres, i les medalles de bronze en les proves de 5 i 10 quilòmetres. En la prova de 5 quilòmetres, però, fou desqualificada per donar positiu en el test antidopatge realitzat per consum d'efedrina. En els Jocs Olímpics d'Hivern de 1980 realitzats a Lake Placid participà novament en les tres proves disputades, aconseguint la medalla de plata en el relleux 4x5 km, a més de finalitzar cinquena en la prova de 10 km i sisena en la prova de 5 quilòmetres.
Al llarg de la seva carrera aconseguí guanyar el campionat nacional de la Unió Soviètica 39 vegades entre els anys 1969 i 1981. En el Campionat del Món d'esquí nòrdic aconseguí guanyar dues vegades el títol en la prova de 5 km. (1970 i 1974), una en els 10 km. (1974) i dues en les proves de relleus (1970 i 1974).